# TrackMania Turbo (2016)
TrackMania Turbo (üblicherweise abgekürzt durch TM Turbo oder kurz TMT) ist ein Rennspiel, das von dem französischen Spielestudio Nadeo entwickelt und vom Publisher Ubisoft vertrieben wird. Vorgestellt auf der E3 2015, ist dieser Teil einer der TrackMania-Titel, die auch für die Konsolen, der PlayStation 4 und der Xbox One, entwickelt werden, seit dem im Jahr 2009 erschienenen TrackMania Wii. Das Spiel bietet unter anderem eine Virtual-Reality-Unterstützung. Das Erstveröffentlichungsdatum lag zuerst auf dem 3. November 2015, wurde aber aufgrund der benötigten Zeit zum Feinschliff des Spiels seitens Nadeo auf den 24. März 2016 (weltweit) verschoben.
Das Spiel ist bewusst weniger optionsreich als der Vorgänger TrackMania 2 mit dem Gedanken eines einfachen, unkomplizierten Arcade-Spiels. Es basiert auf ManiaPlanet 3.1.

## Gameplay
Das Gameplay von TrackMania Turbo lehnt sich wie gewohnt stark an die Vorgänger-Titel der Serie an. Der Spieler kann hier auf 200 verschiedenen Strecken in vier verschiedenen Umgebungen sein Können unter Beweis stellen. Diese nennen sich „Rollercoaster Lagoon“, „International Stadium“, „Canyon Grand Drift“ und „Valley Down & Dirty“. Wie auch die Vorgänger, legt dieses Spiel einen hohen Wert auf verrückte Strecken und abgedrehte Stunts. Das Publisher Ubisoft sagte dazu: „Sie wollten TrackMania: Turbo zu einem Arcade-Spiel machen.“

## Umgebungen
Die Umgebungen von TrackMania Turbo basieren auf den Umgebungen der Vorgänger-Titel in TrackMania 2:

### Canyon Grand Drift
Diese Umgebung ist aus dem Titel TrackMania² Canyon bekannt und beinhaltet lediglich eine verbesserte Fahrphysik und neue Streckenbauteile. Hier fährt man mit einem Rennwagen durch amerikanische Canyons und fährt auf Rennstrecken, schmale Landstraßen oder springt über gewaltige Kluften.

### Valley Down & Dirty
Auch diese Umgebung wurde aus einem bereits erschienenen TrackMania-Titel, nämlich TrackMania² Valley, übernommen. In dieser Umgebung steuert man ein Rallye-Buggy durch französische Wälder, Felder und Täler. Dabei findet man das Ziel über normale Straßen, Tunnel und Feldwege.

### International Stadium
Die bekannteste Umgebung, „Stadium“, ist auch im aktuellsten TrackMania-Teil zu finden und ist ebenfalls eine Neuinterpretation von einer der vorherigen TrackMania-Spiele, TrackMania² Stadium. Hier bedient man ein Formel-1-ähnlichen Rennwagen durch ein Stadion und fährt dabei auf normalen Rennstrecken, durch Dreckabschnitte oder gerne mal mit gewagten Sprüngen über Wassergräben.

### Rollercoaster Lagoon
Diese Umgebung ist die einzige Umgebung des Spiels, die nicht aus einem vorherigen TrackMania-Titel entstand, aber dennoch Ambitionen durch das grobe Aussehen der Umgebung „Island“ aus dem Spiel TrackMania Sunrise besitzt. Hier fährt der Spieler mit einem Strandbuggy auf südasiatischen Inseln und überwindet dabei Strandabschnitte, normale Steinwege und die Magnetstrecken, wo das Auto an die Strecke gezogen wird. Das Auto ist relativ schnell und hat sowohl einen unglaublichen Grip als auch ein extrem starkes Handling, weshalb diese Umgebung das Geschick des Spielers herausfordert.

## Spielmodi
Das Spiel bietet viele verschiedene Spielmodi, inklusive einer Einzelspieler-Kampagne und einen Mehrspieler-Modus namens „Double Driver“, welches ein kooperativer Modus ist, wo zwei Spieler in einem Rennen denselben Wagen steuern müssen, wobei hier Geschick und Teamplay im Vordergrund stehen. TrackMania: Turbo beinhaltet auch einen Splitscreen-Modus für bis zu vier Spielern gleichzeitig, welches das Spiel zu einem der umfangreichsten Rennspiele für die Konsolen PlayStation 4 und Xbox One macht. Außerdem gibt es wieder einen Online-Mehrspielermodus, wo bis zu 100 Spieler auf einem Server ihr Können unter Beweis stellen können.

## Level-/Streckeneditor
Auch TrackMania Turbo enthält den für die Serie charakteristischen Streckeneditor. Spieler können eigene Strecken kreieren und sie mit anderen Spielern teilen. Bei TMT besteht erstmals die Möglichkeit, Strecken zufällig generieren zu lassen.

## Besonderheiten
Eine Besonderheit des Spiels ist die „systematische Musik“, die sich an die Geschwindigkeit und das Fahrverhalten des Spielers anpasst. Wenn man schnell oder langsam, durch Tunnel oder in der Luft fährt, oder durch Checkpoints und Multilaps fährt, passt sich die Musik mit verschiedenen Loops an das Spielgeschehen an. Außerdem werden beim Start (sofern aktiviert) der Countdown in jeweils sechs Sprachen ausgegeben: Deutsch, Englisch, Französisch, Spanisch, Russisch und Japanisch. Dabei wird jeder Funkspruch mitten im Rennen nur auf Englisch wiedergegeben.

## Rezeption
Trackmania Turbo hat national und international durchschnittlich gute Bewertungen erhalten.

„Den Detailfetisch technikfixierter Rennspiele verlagert es auf seine Strecken, die Liebe für Farben und Formen, das quietschig-saubere Design. Von den Menüs bis zum Start-Countdown saßen hier Leute mit einem aufrichten Spaßempfinden. Die Art-Direction ist ein einziges Ausrufezeichen, die Aufnehmen-und-loslegen-Auffassung so sinngemäß wie nirgends anders. Jeder kann sofort das Pad greifen und sich in den Rausch irrwitziger Pisten werfen.“

„Trackmania Turbo ist Arcade at its best! Seine durchaus vorhandenen Schwächen sind Peanuts. Es bringt kinderleichten Rennsport-Spaß auf den Punkt, macht ihn mit etlichen Varianten für zwei bis sechzehn Spieler Party-kompatibel und spornt ständig dazu an, eigene Bestzeiten zu verbessern – mal schlägt ein Onlinekumpel den Rekord und immer hat das Spiel auch von sich aus eine Herausforderung parat. 200 Strecken sind nicht genug? Bastelt doch eure eigenen! Der hervorragende Editor baut entweder ganz von alleine oder gibt Anfängern, Fortgeschrittenen und Experten verschiedene Werkzeuge in die Hand.“